# Rakel Chukri
Lena Rakel Chukri ([ˈrɑːkɛl ˈɕɵkrɪ]), född 20 mars 1978 i Ljungarums församling, Jönköpings län, är en svensk journalist och författare.
Hon har arbetat på Sydsvenskan sedan 2004 och var 2008 till 2018 dess kulturchef.

## Biografi
Rakel Chukri är uppvuxen i en assyrisk familj i Jönköping. Hon har åtta bröder. Hennes föräldrar föddes i Turkiet och flyttade till Sverige under 1960-talet.
Rakel Chukri var tidigare distriktsordförande för Liberala ungdomsförbundet i Jönköpings län. Hon var biträdande redaktör för studenttidningen Lundagård 2003–2005. Under sin studietid var hon aktiv för Radio AF och Radio UPF och började 2004 skriva för Sydsvenskans kulturredaktion. År 2006 var Chukri redaktör och programledare för Vår grundade mening i Sveriges Radio P1. 2008–2018 var hon kulturchef på Sydsvenskan, en post hon övertog efter Daniel Sandström sedan denne blivit tidningens chefredaktör. Chukri har verkat på Malmö högskola inom fakulteten Konst, kultur och kommunikation. Hon har skrivit artiklar för Expressen, Arena och Journalisten.
2012 var hon sommarpratare i Sveriges Radio P1 och medverkade hösten 2013 i SVT:s Sommarpratarna. Hon fick Hummerkniven för år 2013.
Hon är gift med författaren Mats Kolmisoppi.